# Koronograf

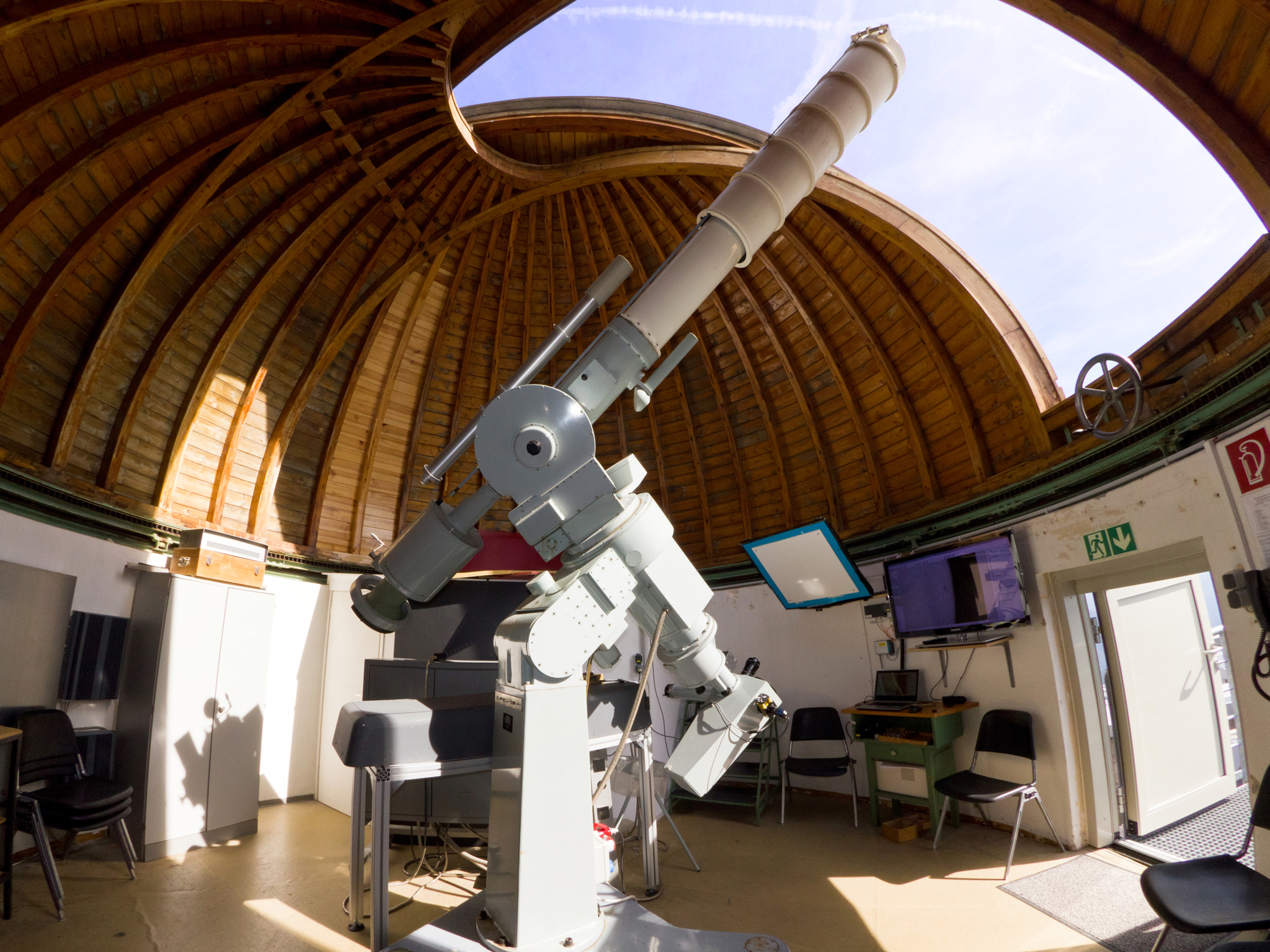
Koronograf am Wendelstein-Observatorium

Der Koronograf, englisch Coronagraph, auch Koronograph, ist ein astronomisches Instrument zur Beobachtung vor allem der inneren Korona der Sonne, deren Protuberanzen. Der Begriff wird auch zur Bezeichnung von Blenden benutzt, die das Beobachten der dunkleren Umgebung von Fixsternen ermöglichen.
Ein Koronograf zur Sonnenbeobachtung besteht aus einem Teleskop mit speziellen Blenden zum Abdämpfen des Sonnenlichts sowie des Streulichtes. Der Koronograf wurde um 1930 vom französischen Astronomen Bernard Ferdinand Lyot zur Praxisreife entwickelt, nachdem Versuche von George Ellery Hale in den späten 1890er Jahren, durch einfaches Abdecken der Sonnenscheibe in der Bildebene die Korona abzubilden, gescheitert waren.
Da die Helligkeit der Sonnenkorona etwa eine Million Mal geringer ist als jene der Photosphäre, muss das überstrahlende Sonnenlicht ausgeblendet werden. Dies erfolgt durch eine Kegelblende und weitere Blenden, wodurch eine Art künstliche Sonnenfinsternis entsteht; analog zum Mond bei einer solchen. Der Blendenmantel ist poliert, um eine seitliche Reflexion des Sonnenlichts zu ermöglichen. Zudem wird so eine zu starke Aufwärmung der Blende verhindert.
Die Blende zum Abdecken der Sonnenscheibe ist in der Bildebene des Objektivs des Teleskops befestigt, wegen der großen Objektentfernung also in dessen Brennebene. Wegen des großen Helligkeitsunterschiedes muss jegliches Streulicht gehindert werden, das Teleskop zu passieren. Insbesondere die Objektivlinse verursacht, wenn sie nicht besonders rein und glatt ist, sowie durch ihren Rand Streulicht. Daher fügte Lyot eine sogenannte Feldlinse in der Bildebene hinter der Koronablende ein, die die Objektivlinse in der Ebene einer weiteren Linse abbildet. Hier befinden sich weitere Blenden, die sogenannten Lyot-Stops, die das Streulicht ausblenden.
Um das helle Sonnenlicht zusätzlich abzuschirmen, schlug Gordon Newkirk 1966 vor, zusätzlich eine Blende vor dem Objektiv zu platzieren. Dadurch gelangte ein Großteil des Sonnenlichtes erst gar nicht in das Objektiv, dieses konnte nun auch wegen der geringeren Belastung als Achromat, also aus zwei Linsen zusammengesetzt, ausgebildet werden.
Koronografen werden auch eingesetzt, um die Umgebung von hellen Sternen zu beobachten, beispielsweise den Planeten Fomalhaut b in der Nachbarschaft von Fomalhaut, oder um die Galaxie um einen Quasar zu beobachten, wie bei 3C 273. Selbst bei riesigen Planeten müssen punktförmige Lichtquellen (Fixsterne) ausgeblendet werden, die beispielsweise eine Milliarde mal heller sind. Es werden interferometrische Verfahren angewendet, die das Sternenlicht durch destruktive Interferenz ausblenden. Dazu wird das Bild partiell um eine halbe Wellenlänge phasenverschoben. Sogenannte Vier-Quadranten-Koronografen bestehen aus einer transparenten Scheibe, die in vier Quadrate aufgeteilt ist. Je zwei dieser Quadrate bewirken mittels einer transparenten Beschichtung exakt berechneter Dicke eine 180°-Phasenverschiebung des durchtretenden Lichtes. Die Platte wird so positioniert, dass der Berührungspunkt der Quadrate (die Mitte der Platte) beim auszublendenden Objekt liegt, Genau dort (und nur dort) wird das Licht ausgelöscht. Leider ist das Verfahren prinzipiell auf eine Wellenlänge begrenzt, zumindest wenn eine einfache Interferenzschicht verwendet wird. Man kann jedoch, ähnlich wie bei Antireflexbeschichtungen, durch Mehrfachschichten erreichen, dass der nutzbare Wellenlängenbereich größer ist.
Typischerweise werden besonders hochentwickelte Koronografen in Weltraumteleskopen eingesetzt, weil hier der prinzipiell verbleibende, störende Einfluss der Erdatmosphäre (Streulicht, Turbulenzen) entfällt.